# زبان همونگ
همونگ/مونگ (پاهاوه: 𖬌𖬣𖬵)، شناخته شده به عنوان میائو در چین، یک زنجیره گویشی از شاخهٔ همونگی غربی از خانواده زبان‌های همونگی است که مردم همونگ در سیچوآن، یون‌نان، گوئیژو، گوانگشی، هاینان، شمال ویتنام، تایلند و لائوس بدان سخن می‌گویند. در جهان حدود ۲٫۷ میلیون گویشور گونه‌های همونگ وجود دارند؛ از جمله بیش از ۲۸۰٬۰۰۰ نفر در آمریکا. بیش از نیمی از گویشوران همونگ در چین حضور دارند، و در آنجا گویش دانانشان (大 南山) پایه و اساس زبان معیار است. با این حال، دو گویش همونگ داو (سفید) و مونگ نجوا (سبز) فقط در لائوس و ایالات متحده تکلم می‌شوند.